# Grewia biloba
Grewia biloba là một loài thực vật có hoa trong họ Cẩm quỳ. Loài này được G.Don mô tả khoa học đầu tiên năm 1831.